# Ngân hàng Daesong Triều Tiên
Ngân hàng Daesong Triều Tiên (tiếng Hàn Quốc: 조선 대성 은행; đôi lúc gọi là Ngân hàng Dae-Sung, Ngân hàng Taesong hoặc Tổng Công ty Thương mại Taesong; tại Nhật Bản thì gọi là Chosun Tae Seong-Unhan; Tae-bank, Choson Taesong Unhaeng) là một tổ chức tài chính của Cộng hòa Dân chủ Nhân dân Triều Tiên.
Theo báo cáo, Ngân hàng Daesong Triều Tiên do Phòng 39 nắm quyền kiểm soát.
Ngân hàng Golden Star được thành lập dưới dạng tập đoàn ở Vienna, Áo, được xem là ngân hàng Bắc Triều Tiên duy nhất ở châu Âu nhưng đã phải đóng cửa vào năm 2004, là một công ty con của Ngân hàng Daesong. Kwon Yong-nok là kiểm toán viên của Ngân hàng Golden Star.
"Ngân hàng Daesong chuyên nhận kiều hối từ tour du lịch núi Kumgang, do Phòng 39 nắm quyền kiểm soát, đồng thời chịu trách nhiệm xuất khẩu sản phẩm nông nghiệp và thủy sản."

## Dự án
- Năm 1989, ngân hàng này đã cùng nhau phát triển khu vực xung quanh núi Kumgang,[10] trên bờ biển phía đông của Bắc Triều Tiên, thành một địa điểm du lịch với hãng Hyundai.[11]
- Công ty này từng dính líu đến vụ buôn lậu vũ khí vào và ra khỏi Bắc Triều Tiên[12] and và "Tham gia vào việc tạo điều kiện thuận lợi cho các dự án tài trợ phổ biến vũ khí".[13]

### Thành viên
- Năm 1989, Choe Su-gil, chủ tịch Ngân hàng Daesong của Bắc Triều Tiên[11] và là cố vấn cho Hiệp hội Xúc tiến Thương mại châu Á Triều Tiên.[10]
- Năm 2014, Kim Yo-jong nắm quyền kiểm soát Ngân hàng Daesong, Ngân hàng Thống nhất và Phát triển, cùng một số dự án du lịch và đường sắt.[cần dẫn nguồn]
- Năm 2014, Yun Tae-hyong, giám đốc khu vực Viễn Đông nước Nga thuộc Ngân hàng Daesong đã đào tẩu sang Nga.[4]